# Tuishi
トゥイシ是日本最西端处的海礁。
1702年作《元禄国绘图》已经标出岩石的图样。名称可能原意是“磨刀”或“砺石”。西崎上的西埼灯台照着它。在退潮时，会出现一个与与那国岛相连的低潮高地，与海岸分开的部分只有约70米宽。过去，国土地理院标注的地图较粗略。1981年作成的地图规定满潮时面积达7.5平方米以上的礁石会被记录，它没有达到标准。2019年，2万5千分地形图记录了它。日本最西端向西移動約110米。

## 引用
1. ↑  . 八重山日報. 2019-06-11  [2023-07-21]. （原始内容存档于2023-07-21）.
2. ↑  . 日本経済新聞. 2019-06-10  [2023-07-21]. （原始内容存档于2023-07-21）.
3. ↑  . 共同通信. 2019-06-10  [2023-07-21]. （原始内容存档于2020-02-02）.
4. ↑  . ニュースウオッチ9. 日本放送協会. 2019-06-11  [2019-06-16]. （原始内容存档于2019-06-16）.
5. ↑  . . 国立公文書館.   [2019-06-18]. （原始内容存档于2023-07-21）.
6. ↑  . 第十一管区海上保安本部.   [2019-06-13]. （原始内容存档于2019-01-14）.
7. ↑  . 国土地理院.   [2019-06-13]. （原始内容存档于2007-08-07）.